# Tetracoscinodon irroratus
Tetracoscinodon irroratus är en bladmossart som beskrevs av Richard Henry Zander 1993. Tetracoscinodon irroratus ingår i släktet Tetracoscinodon och familjen Pottiaceae. Inga underarter finns listade i Catalogue of Life.